# LY Corporation
LY Corporation (LINEヤフー株式会社) est une entreprise internet japonaise issue de la fusion, le 1er octobre 2023 de Z Holdings, une société d'investissement du groupe SoftBank, et de quatre autres entreprises, parmi lesquelles Line Corporation et Yahoo! Japan.

## Historique
- 1996
  - Janvier – Yahoo! (première société américaine, actuellement Altaba) et SoftBank conviennent de créer Yahoo Japan! en tant que coentreprise.
  - Avril – Le premier portail web japonais Yahoo! Japan démarre son service le 1er avril (lundi) à 15h20.
  - Juillet – Masahiro Inoue devient PDG[12].
- 1997
  - Novembre – L'entreprise fait son entrée en bourse[13].
- 2000
  - Janvier – Le cours de l'action dépasse les 100 millions de yens pour la première fois dans l'histoire du Japon.
  - Février – Le cours de l'action atteint 167,9 millions de yens, le prix le plus élevé de l'histoire des actions japonaises.
  - Mars – Fusion avec Geocities, un service d'hébergement de site web gratuit, et Broadcast.com, un service de radio internet.
  - Juillet – Le nombre d'accès par jour dépasse les 100 millions de pages vues.
- 2019
  - 25 avril – Lors de la réunion du conseil d'administration tenue ce jour-là, il a été décidé que Yahoo! Japan passerait à une société holding le 1er octobre de la même année et créerait deux sociétés pour préparer la division de ses filialles[14].
  - 8 mai – A annoncé qu'elle deviendrait une filiale de SoftBank[15].
  - 23 décembre – Accord final concernant l'intégration commerciale entre SoftBank, NAVER et LINE Corporation[16].